# Benoit Clapeyron
Benoît Paul Émile Clapeyron (1799-1864) là nhà vật lý và kỹ sư người Pháp. Ông nổi tiếng với phương trình Clapeyron-Mendeleev (hay còn có tên gọi khác là phương trình trạng thái). Được ra đời vào năm 1834, đây là phương trình rất quan trọng bởi nó là hình thức tổng hợp của ba định luật nổi tiếng về chất khí: định luật Boyle-Mariotte, định luật Charles và định luật Gay-Lussac. Qua phương trình này, Clapeyron đã giúp chúng ta thấy rằng: ba định luật nói trên không hề có sự độc lập nào với nhau mà ngược lại chúng có quan hệ mật thiết với nhau-mỗi đinh luật này là hệ quả của hai đinh luật kia.